# Elecciones provinciales de Bolívar de 2023
Las elecciones provinciales de Bolívar de 2023 hacen referencia al proceso electoral que se llevará a cabo el 5 de febrero de dicho año con el fin de designar a las autoridades locales para el período 2023-2027. Se elegirá a un prefecto y viceprefecto en binomio electoral.

## Preparación
La elección de las autoridades locales que se posesionarán el 14 de mayo de 2023 comenzó su preparación con la definición del plan operativo y del presupuesto inicial que será de 109 300 000 dólares, aprobado por el Consejo Nacional Electoral (CNE), El monto es 29% menor al destinado por el órgano electoral en las  elecciones seccionales de 2019.

## Antecedentes
Según el Consejo Nacional Electoral un total de 30 organizaciones políticas de la Provincia de Bolívar realizaron su proceso de designación de precandidatos a través de un proceso de Democracia interna (Primarias). En esta provincia hay un total de 176,701 habitantes están registrados para votar.

## Candidaturas
| Partido | Partido | Partido                                                                                                  | Prefecto                   | Cargos Previos                          | Viceprefecto               | Ref.        |
| ------- | ------- | --- | -------------------------- | --------------------------------------- | -------------------------- | ----------- |
| 3       |         | Partido Sociedad Patriótica                                                                              | Willian Montero            | Empresario                              | Nathaly Alarcón            | [ 4 ]       |
| 4 25    |         | Construyendo Esperanza en Bolívar Conformado por: - Pueblo, Igualdad y Democracia - Movimiento Construye | Paola Tamayo Arellano      | Socióloga                               | Manuel Londo Castillo      | [ 4 ]       |
| 5       |         | Revolución Ciudadana                                                                                     | Fausto Bayes Chacha        | Analista de Proyectos Sociales del MIES | Rosa Mora Montoya          | [ 4 ] [ 5 ] |
| 12 2    |         | Justicia Social Bolivarense Conformado por: - Izquierda Democrática - Unidad Popular                     | Willian Aguagüiña González | Abogado                                 | Nadia Carrasco Sánchez     | [ 4 ]       |
| 18      |         | Pachakutik                                                                                               | Aníbal Coronel Monar       | Gobernador de Bolívar (2017-2019)       | María Elena Coles          | [ 4 ]       |
| 21 100  |         | Encontrémonos por Bolívar Conformado por: - Movimiento CREO - SIARI                                      | Felipe González López      | Abogado                                 | Felicidad Morejón García   | [ 4 ]       |
| 23 6    |         | Juntos por Bolívar Conformado por: - Partido SUMA - Partido Social Cristiano                             | Javier Bosquez Villena     | Abogado                                 | Teresa Hinojoza Llumiguano | [ 4 ]       |
| 33      |         | Movimiento Renovación Total                                                                              | Ángel Pachala Iza          | Alcalde de Caluma (2014-2019)           | Marcela Suárez             | [ 4 ]       |

## Resultados
|  | Lista  | Candidato                  | Partido o coalición                                                                                      | Votos  | Porcentaje |
|  | ------ | -------------------------- | --- | ------ | ---------- |
|  | 3      | Willian Montero            | Partido Sociedad Patriótica                                                                              | 8760   | 7.43%      |
|  | 4 25   | Paola Tamayo Arellano      | Construyendo Esperanza en Bolívar Conformado por: - Pueblo, Igualdad y Democracia - Movimiento Construye | 3338   | 2.83%      |
|  | 5      | Fausto Bayes Chacha        | Revolución Ciudadana                                                                                     | 5841   | 4.95%      |
|  | 12 2   | Willian Aguagüiña González | Justicia Social Bolivarense Conformado por: - Izquierda Democrática - Unidad Popular                     | 2255   | 1.91%      |
|  | 18     | Aníbal Coronel Monar       | Pachakutik                                                                                               | 49.793 | 42.21%     |
|  | 21 100 | Felipe González López      | Encontremonos por Bolívar Conformado por: - Movimiento CREO - SIARI                                      | 14.668 | 12.43%     |
|  | 23 6   | Javier Bosquez Villena     | Juntos por Bolívar Conformado por: - Partido SUMA - Partido Social Cristiano                             | 25.993 | 22.04%     |
|  | 33     | Ángel Pachala Iza          | Movimiento Renovación Total                                                                              | 7311   | 6.20%      |